# Karl Zehden

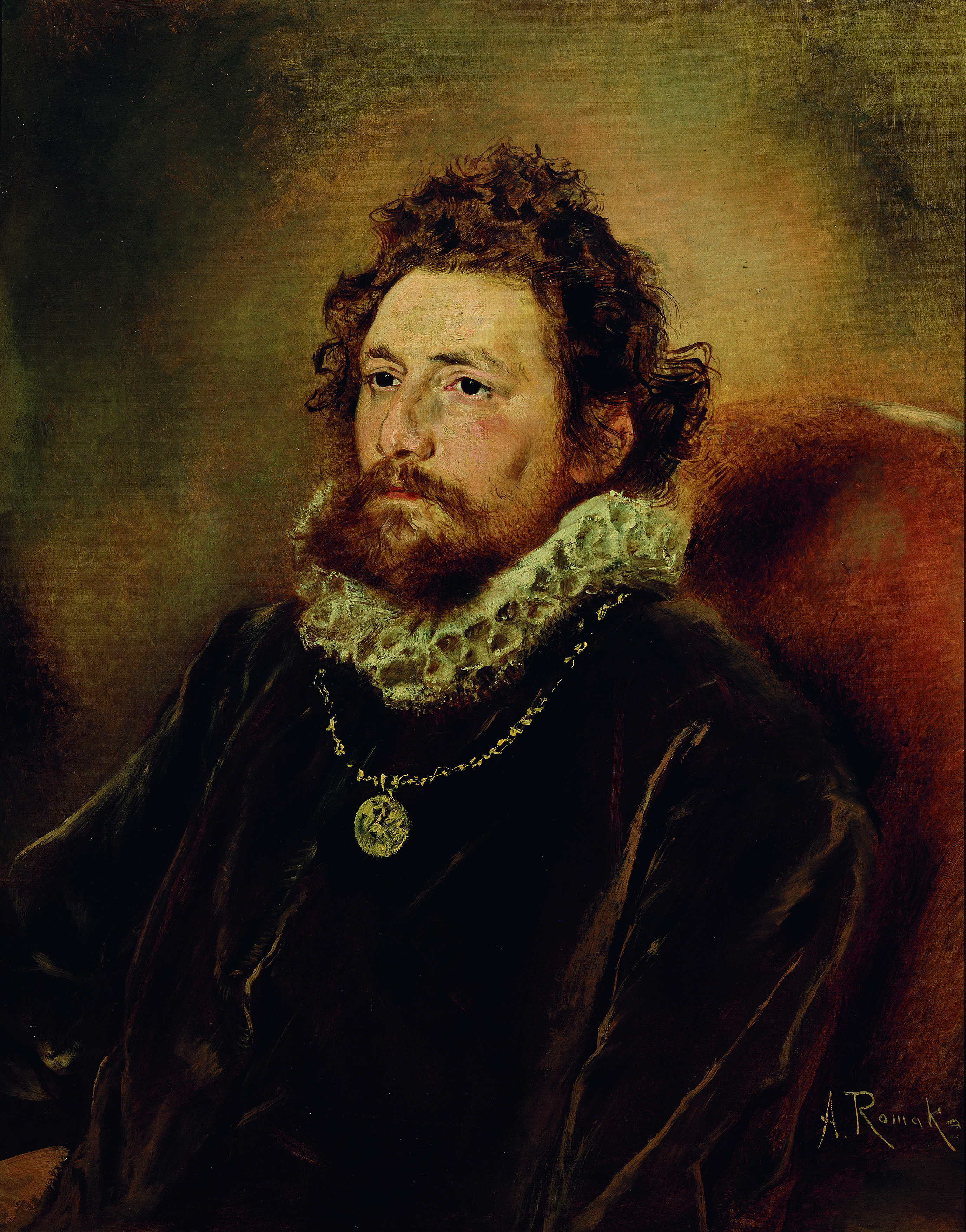
Karl Zehden auf einem Ölgemälde von Anton Romako (um 1876/1877)

Karl August Zehden (* 16. August 1843 in Linz; † 22. Mai 1901 in Mödling; auch Carl Zehden) war ein österreichischer Geograph.

## Leben
Karl Zehden war der Sohn eines Mittelschullehrers. Er besuchte das Gymnasium in seiner Geburtsstadt Linz. Er studierte danach Geschichte, Geographie, Philosophie und Nationalökonomie an der Universität Wien, die er 1869 als Doktor der Philosophie abschloss.
Zehden arbeitete zunächst ab 1869 unter Alexander Gigl im Archiv des Innenministeriums in Wien, bis er 1871 die Nachfolge Vincenz Kluns als Lehrer für Geographie und Statistik an der Wiener Handelsakademie antrat. Diesen Posten bekleidete er dreißig Jahre lang bis zu seinem Tod. Zehden heiratete 1876 die aus dem Rheinland stammende Maria Müller, die aus einer wallonischen Familie kam. Er unternahm Reisen durch Europa, in den Orient und nach Nordamerika. Er wurde 1882 Ausschussmitglied der k.k. Geographischen Gesellschaft und Professor für Verkehrsgeographie und Statistik an der Fortbildungsschule für Eisenbahnbeamte in Wien. Er wirkte für das Unterrichtsministerium ab 1884 als Mitglied der Prüfungskommission für kommerzielle Fächer und ab 1888 als Inspektor der Handelsschulen mit deutscher und italienischer Unterrichtssprache in Österreich. In seinen letzten zehn Lebensjahren bis zu seinem Tod 1901 arbeitete er an einer Reform der österreichischen Handelsakademien und Handelsschulen.
Karl Zehden gilt als Begründer der Handels- und Verkehrsgeographie in Österreich. Sein Standardwerk Handelsgeographie auf Grundlage der neuesten Forschungen erschien seit 1871 in zahlreichen Auflagen und wurde in mehrere Sprachen übersetzt. Auch in anderen Veröffentlichungen bemühte er sich um die Darstellung der praktischen Auswirkungen wirtschaftsgeographischer Erkenntnisse.

## Schriften
- Handelsgeographie auf Grundlage der neuesten Forschungen und Ergebnisse der Statistik. 15. Auflage. Hölder, Wien 1922 (Erstausgabe:  1871). (online – Internet Archive Ausgabe Wien 1894)
- Der See Tahoe in der Sierra Nevada. In: Mittheilungen der kaiserlich-königlichen Geographischen Gesellschaft. XIX. Band. Zamarski, Wien 1876, S. 564–571 (Digitalisat).
- Verkehrswege zu Wasser und zu Lande. Ein historisch-geographisches Bild. Hölder, Wien 1879.
- Californien von einst und jetzt. Ein historisch-geographisches Bild. Hölder, Wien 1880.
- Norwegen. Ein historisch-geographisches Bild. Hölder, Wien 1882.
- Oesterreichs Auftreten auf dem australischen Weltmarkte. Eine handels-geographische Studie. Steyrermühl, Wien 1882.
- Bericht über die Colonial-Ausstellung in Amsterdam 1883. In: Mittheilungen der kaiserlich-königlichen Geographischen Gesellschaft. XXVII. Band. Hölzel, Wien 1884, S. 14–22 (Digitalisat).
- Bericht über die Feier des 80. Geburtstages des Herrn Hofrathes Prof. Dr. Simony. Holzhausen, Wien 1893. (Mit Eduard Richter.)
- Die commercielle Bedeutung von Chicago. Verlag des Niederösterreichischen Gewerbevereines, Wien 1893.
- Die Vereinigten Staaten von Amerika. Handelsgeographische Skizze. A. Hölder, Wien 1894.
- Zur Geschichte des commerciellen Bildungswesens in Oesterreich von 1848 bis 1898. Hölder, Wien 1897.

## Ehrungen
- Große goldene Medaille für Kunst und Wissenschaft (1874)
- Ritterkreuz des Franz-Joseph-Ordens (1889)[1]
- Straßenbenennung der Zehdengasse in Wien (1956)[3]